# ماغوييندانايو
ماغوييندانايو (بالإنجليزية: Maguindanao)‏ هي محافظة تقع في الفلبين في الحكم الذاتي الاقليمي لمسلمي مندناو. يقدر عدد سكانها بـ 944,718 نسمة ومساحتها 5,970.53 كم2 .

## أعلام
- سارة بالاباجان سيرينو
- مراد إبراهيم
- محمد قدرة الله
- شريف كابونسوان